# AnkhSVN
AnkhSVN est un logiciel de complément pour Microsoft Visual Studio, qui permet d'accéder à du code source enregistré dans un dépôt Subversion. Il est distribué sous Licence Apache.
Il offre une interface permettant d'effectuer les opérations de subversion les plus courantes directement depuis Microsoft Visual Studio IDE.
Le projet AnkhSVN a plusieurs listes de diffusions et un canal #ankhsvn sur freenode (irc serveur chat.freenode.net).